# هارولد جیکوب اسمیت
هارولد جیکوب اسمیت (انگلیسی: Harold Jacob Smith؛ زاده ۲ ژوئیهٔ ۱۹۱۲ درگذشته ۲۸ دسامبر ۱۹۷۰) یک هنرپیشه اهل ایالات متحده آمریکا بود.
از فیلم‌ها یا برنامه‌های تلویزیونی که وی در آن نقش داشته‌است می‌توان به ستیزه‌جویان (۱۹۵۸) اشاره کرد.